# Josiah Martin
Josiah Martin (* 23. April 1737 in Dublin, Irland; † 13. April 1786 in London, England) war der letzte britische Kolonialgouverneur der Province of North Carolina.

## Leben
Über den Geburtsort von Josiah Martin sind sich die Quellen uneins. Mehrheitlich wird Dublin angegeben. Es gibt aber auch Quellen, die Antigua als Geburtsort annehmen. Seine Eltern lebten tatsächlich zuvor auf Antigua. Im Jahr 1756 trat Josiah Martin als Ensign in die britische Armee ein. Bis 1769 brachte er es dort zum Lieutenant-Colonel. In dieser Zeit war er an einigen Feldzügen und Schlachten des Siebenjährigen Kriegs in Nordamerika beteiligt. Aus gesundheitlichen und finanziellen Gründen schied er im Jahr 1769 aus dem Militärdienst aus. Seit 1761 war er mit seiner Cousine Elizabeth Martin verheiratet. Das Paar lebte für einige Zeit auf Long Island, das heute zum US-Bundesstaat New York gehört. Mit Hilfe seines Halbbruders Samuel Martin, der unter anderem Abgeordneter im britischen Unterhaus war, erlangte Josiah Martin im Jahr 1770 die Ernennung zum neuen Kolonialgouverneur der Province of North Carolina. Dort löste er am  12. August 1771 den kommissarischen Gouverneur James Hasell ab, der das Amt als Nachfolger von William Tryon seit dem 1. Juli 1771 ausgeübt hatte.
Als Gouverneur musste er sich mit vielen Problemen auseinandersetzen. Dabei ging es unter anderem um einen seit Jahrzehnten ungelösten Grenzstreit mit der Province of South Carolina, einen ebenfalls schon jahrelangen Konflikt zwischen dem kolonialen Parlament und dem Gouverneur, die Streitfrage nach dem Recht zur Einsetzung führender Kolonialbeamter (Die Frage war, ob der königlichen Regierung oder dem kolonialen Parlament dieses Recht gebührte) und um die Folgen des sogenannten War of the Regulation, eines zwischen 1765 und 1771 andauernden Aufstands in den beiden Carolina-Kolonien. In der Folge wurde auch North Carolina von den Ereignissen der beginnenden Amerikanischen Revolution und dann des Unabhängigkeitskrieges betroffen. Im April 1775 wurde sein Haus angegriffen und Martin brachte sich und seine Familie in Sicherheit. Die Familie wurde nach New York evakuiert. Er selbst zog sich in das Fort Johnston zurück. Er plante in der Folge die verlorenen Teile der Kolonie zurückzuerobern und wollte dabei anscheinend auch Sklaven bewaffnen und einsetzen. Dazu kam es aber nicht, weil der Plan entdeckt wurde. Mit der amerikanischen Unabhängigkeitserklärung vom 4. Juli 1776 endete auch Martins Amtszeit als Gouverneur von North Carolina. Die Kontrolle über große Teile der Kolonie hatte er aber zu diesem Zeitpunkt längst verloren. In den folgenden Jahren war er an mehreren Versuchen zur Rückeroberung der vormaligen Carolina-Kolonien beteiligt. Schließlich musste auch er sich der Realität stellen und sich angesichts der sich abzeichnenden britischen Niederlage nach England absetzen. Er starb am 13. April 1786 in London.